# Họ Huyền linh
Họ Huyền Linh hay họ Chò nước (danh pháp khoa học: Platanaceae) là một họ trong thực vật có hoa. Họ này được gần như tất cả các nhà phân loại học công nhận. Tiêu huyền có lẽ là 1 tên dịch sai từ tiếng Nhật của loài Platanus orientalis: 篠懸の木 (tiểu huyền chi mộc), 鈴懸の木 (linh huyền chi mộc), 鈴掛の木 (linh quải chi mộc). Tên gốc tiếng Trung Quốc của nó là là 三球悬铃木 (tam cầu huyền linh mộc). Bởi vậy, nếu viết đúng Hán Việt thì phải là từ tiếng Nhật phải là huyền tiểu, huyền linh, quải linh.

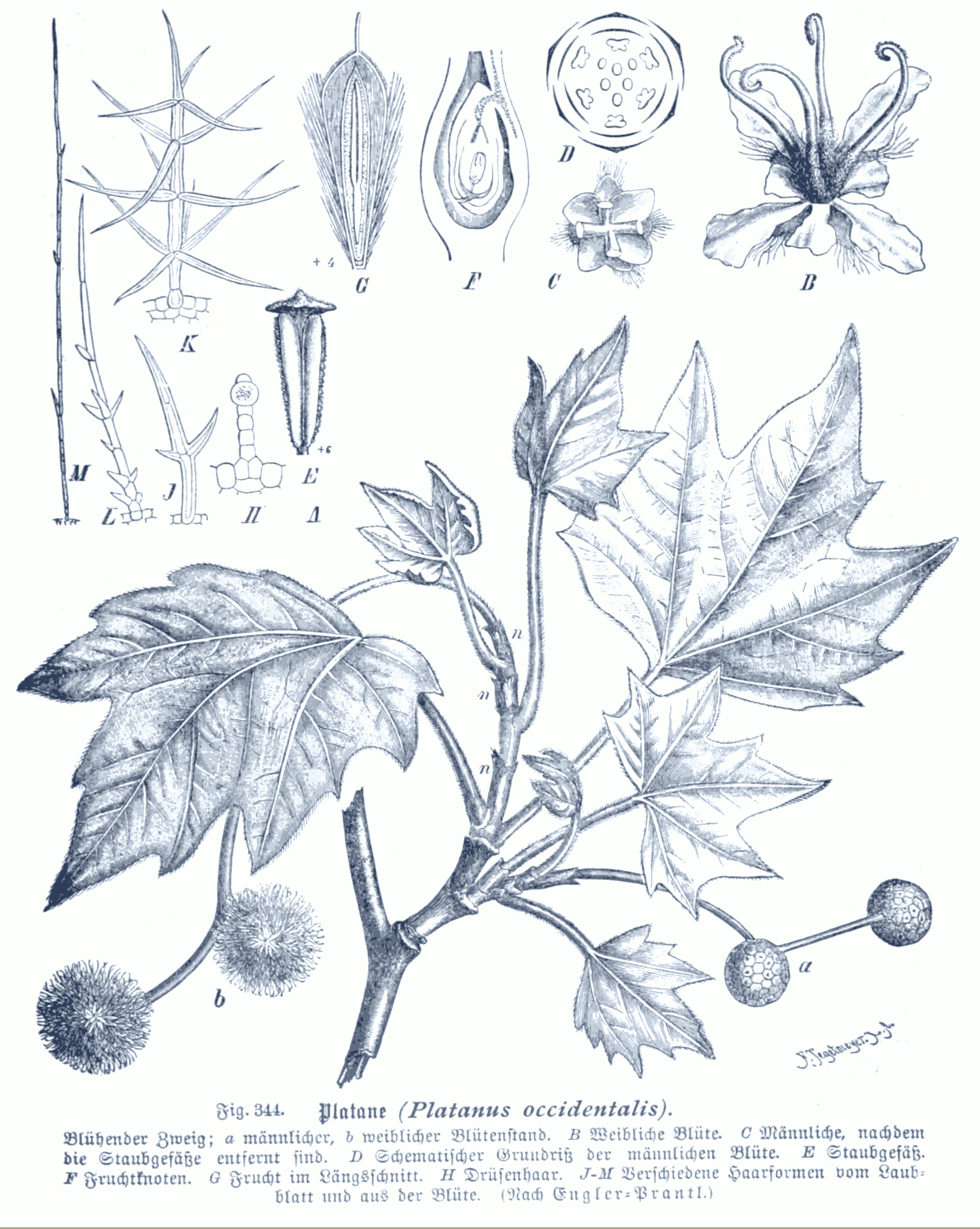
Platanus occidentalis

Hệ thống APG II năm 2003 cho phép một tùy chọn để gộp họ này vào họ Quắn hoa (Proteaceae), hoặc coi nó như là một họ độc lập và khác biệt. APG II đặt họ này trong bộ Quắn hoa (Proteales), thuộc nhánh thực vật hai lá mầm thật sự (eudicots). Đây là một sự thay đổi nhỏ so với hệ thống APG năm 1998, khi đó người ta công nhận họ này.
Họ này chỉ chứa một chi duy nhất là chi Platanus, với khoảng 6 đến 10 loài (tùy theo từng tác giả trong các hệ thống phân loại) cây thân gỗ cao, có nguồn gốc ở vùng ôn đới và cận nhiệt đới của Bắc bán cầu. Cây Huyền linh London (P. × hispanica) là một giống lai ghép được trồng rộng rãi ở nhiều thành phố trên thế giới. Các tên gọi của chúng là huyền linh hay chò nước (P. kerrii).
Hệ thống Cronquist năm 1981 công nhận họ này và đặt nó trong bộ Kim lũ mai (Hamamelidales), của phân lớp Kim lũ mai (Hamamelidae) thuộc lớp Magnoliopsida (thực vật hai lá mầm).
Hệ thống Dahlgren và hệ thống Thorne (1992) cũng công nhận họ này và đặt nó trong bộ Hamamelidales của siêu bộ Rosanae thuộc phân lớp Magnoliidae (thực vật hai lá mầm).
Hệ thống Engler trong phiên bản cập nhật năm 1964 cũng công nhận họ này và đặt nó trong bộ Hoa hồng (Rosales) thuộc phân lớp Archychlamydeae của lớp Dicotyledoneae.
Hệ thống Wettstein trong lần sửa đổi cuối cùng năm 1935 cũng công nhận họ này và đặt nó trong bộ Hamamelidales của nhóm Monochlamideae thuộc phân lớp Choripetalae của lớp Dicotyledones.

## Hình ảnh

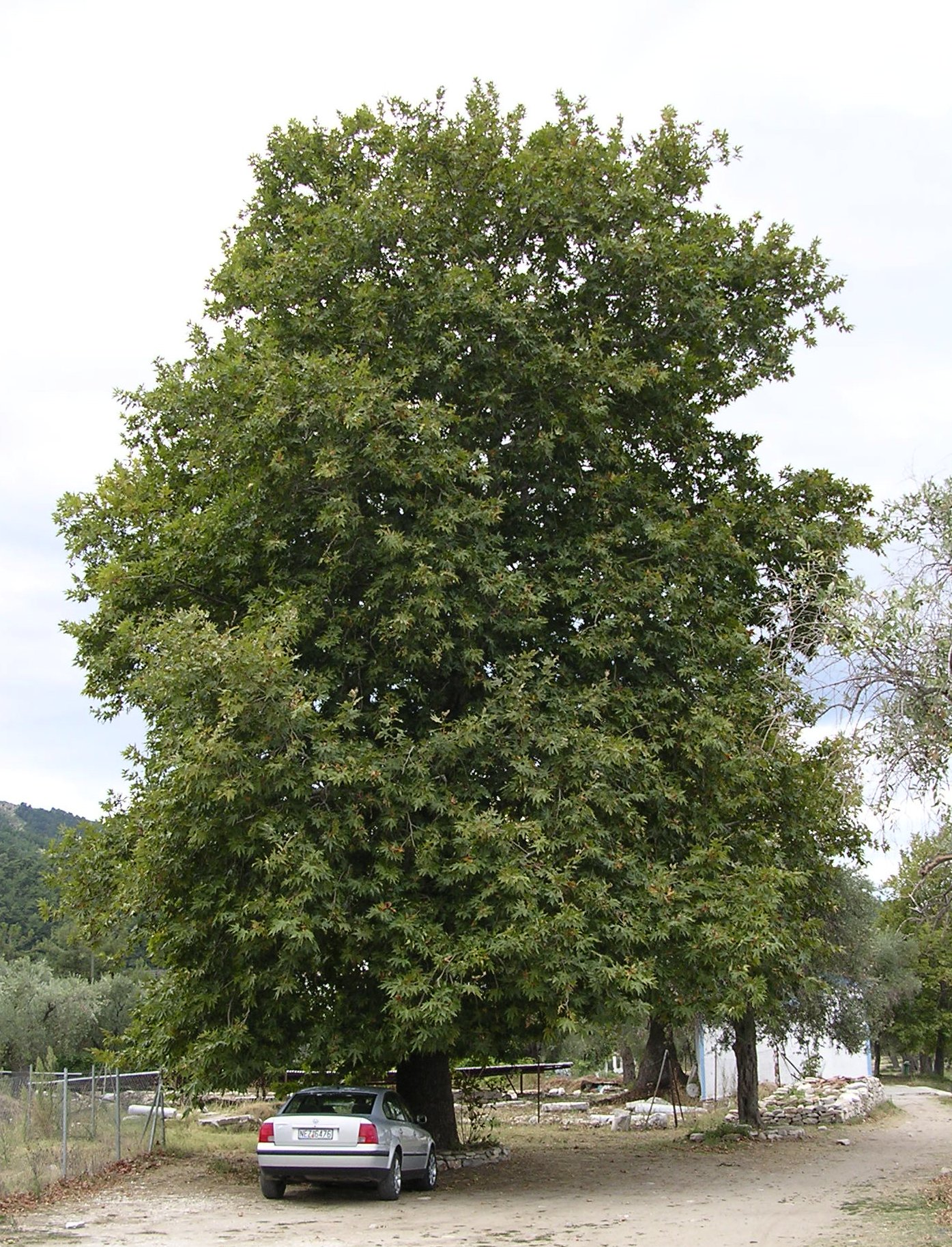
Platanus orientalis
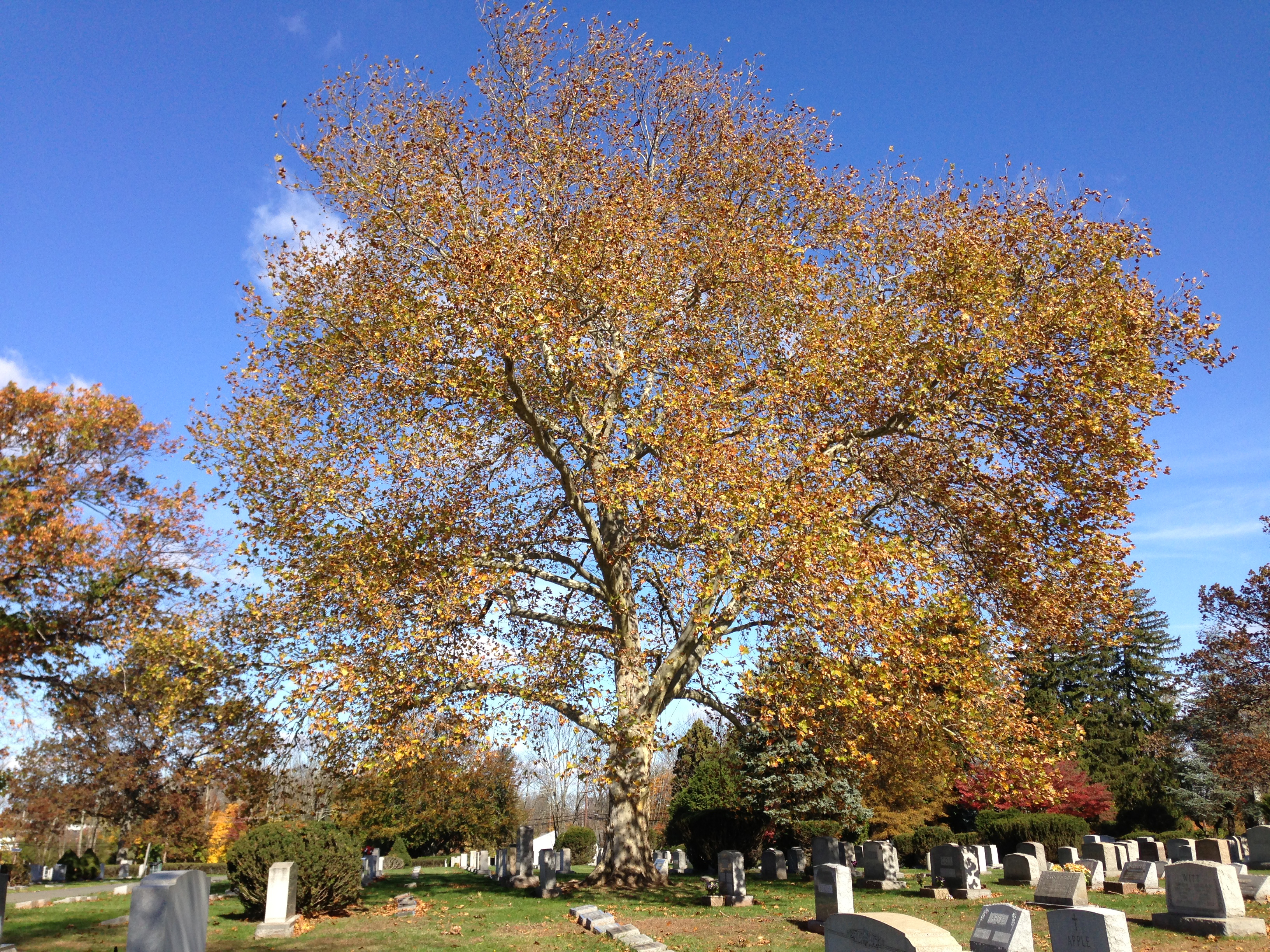
Platanus occidentalis vào mùa thu
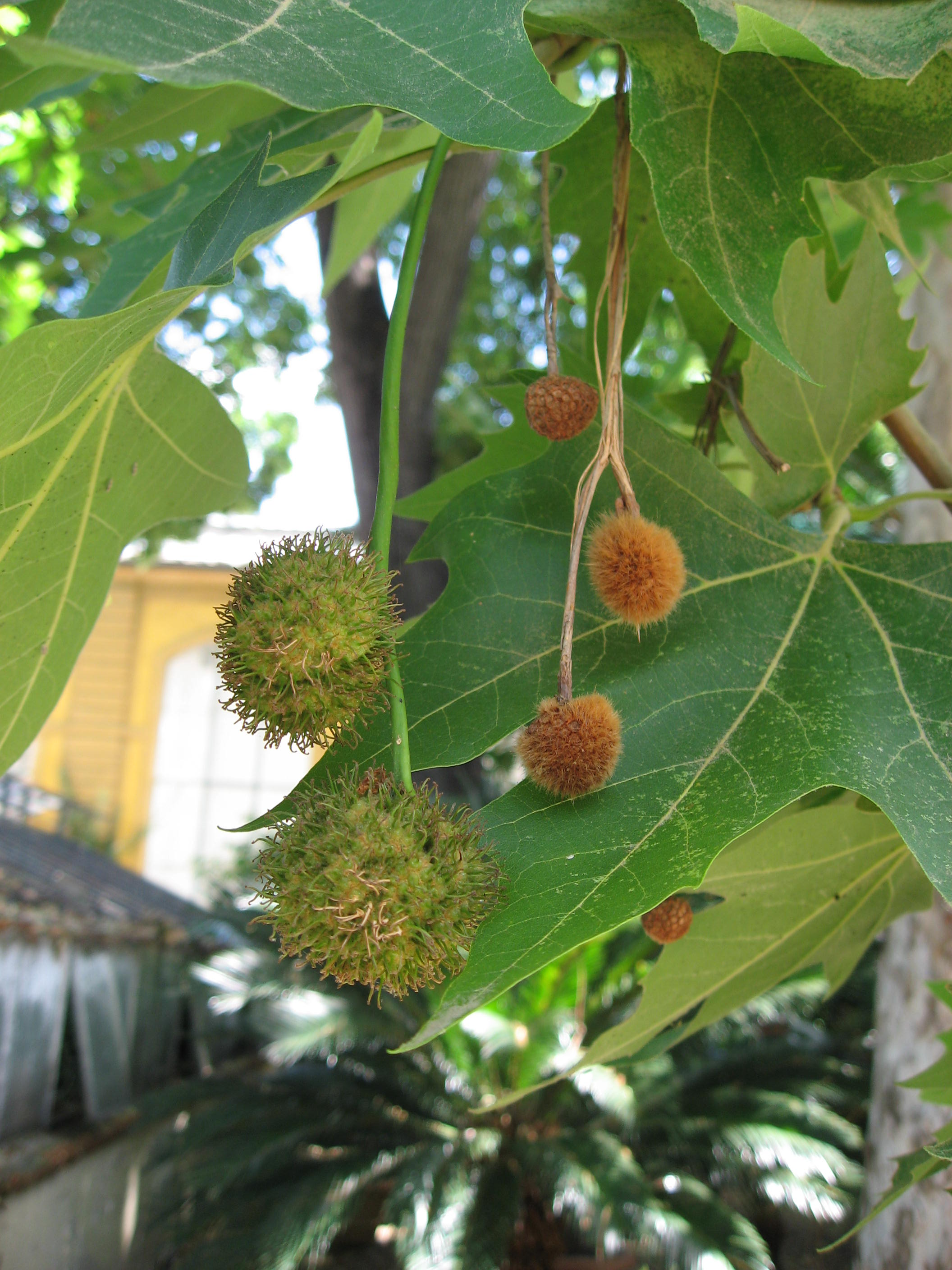
Lá và quả Platanus acerifolia
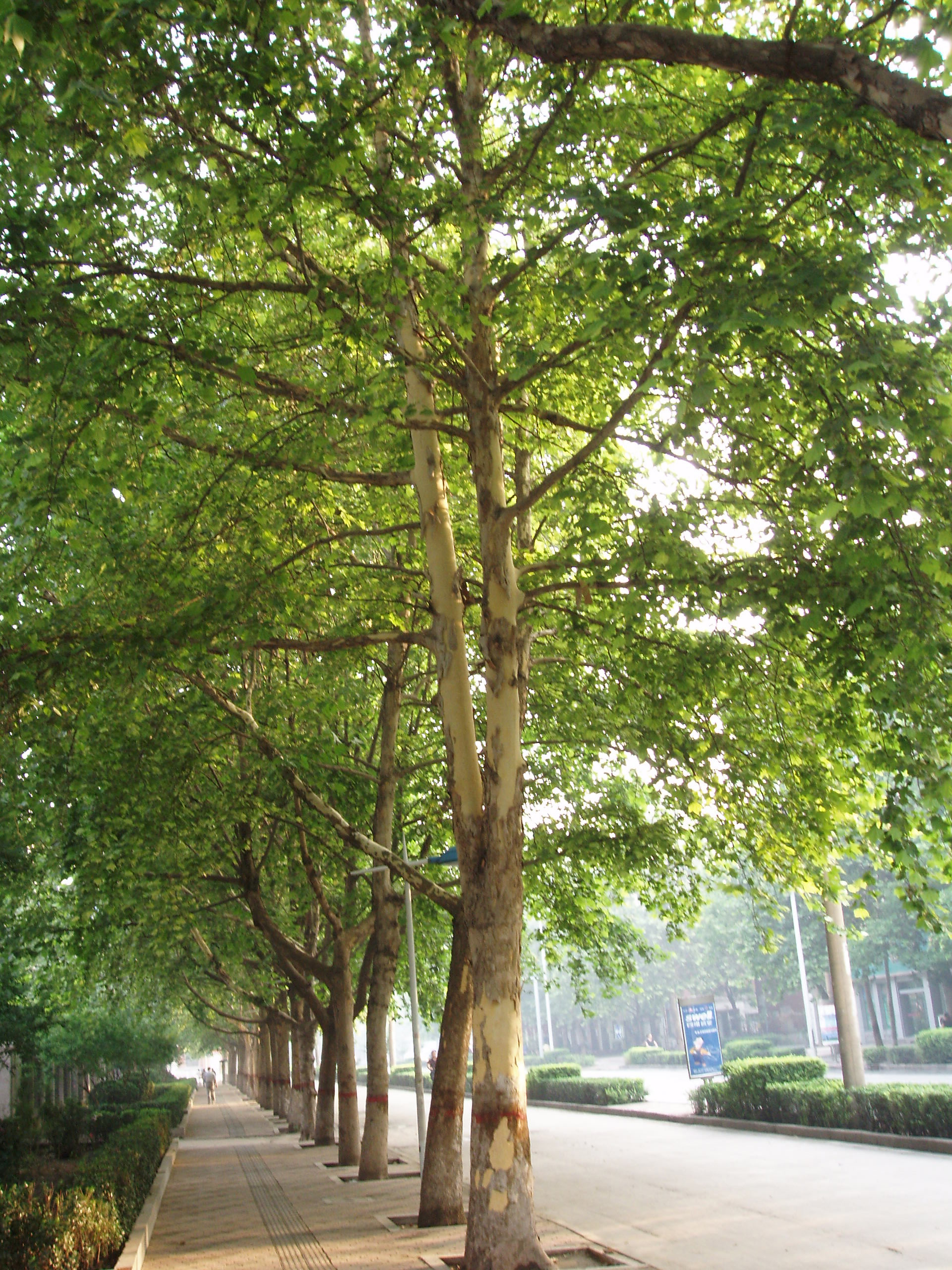
Hàng cây trong đô thị
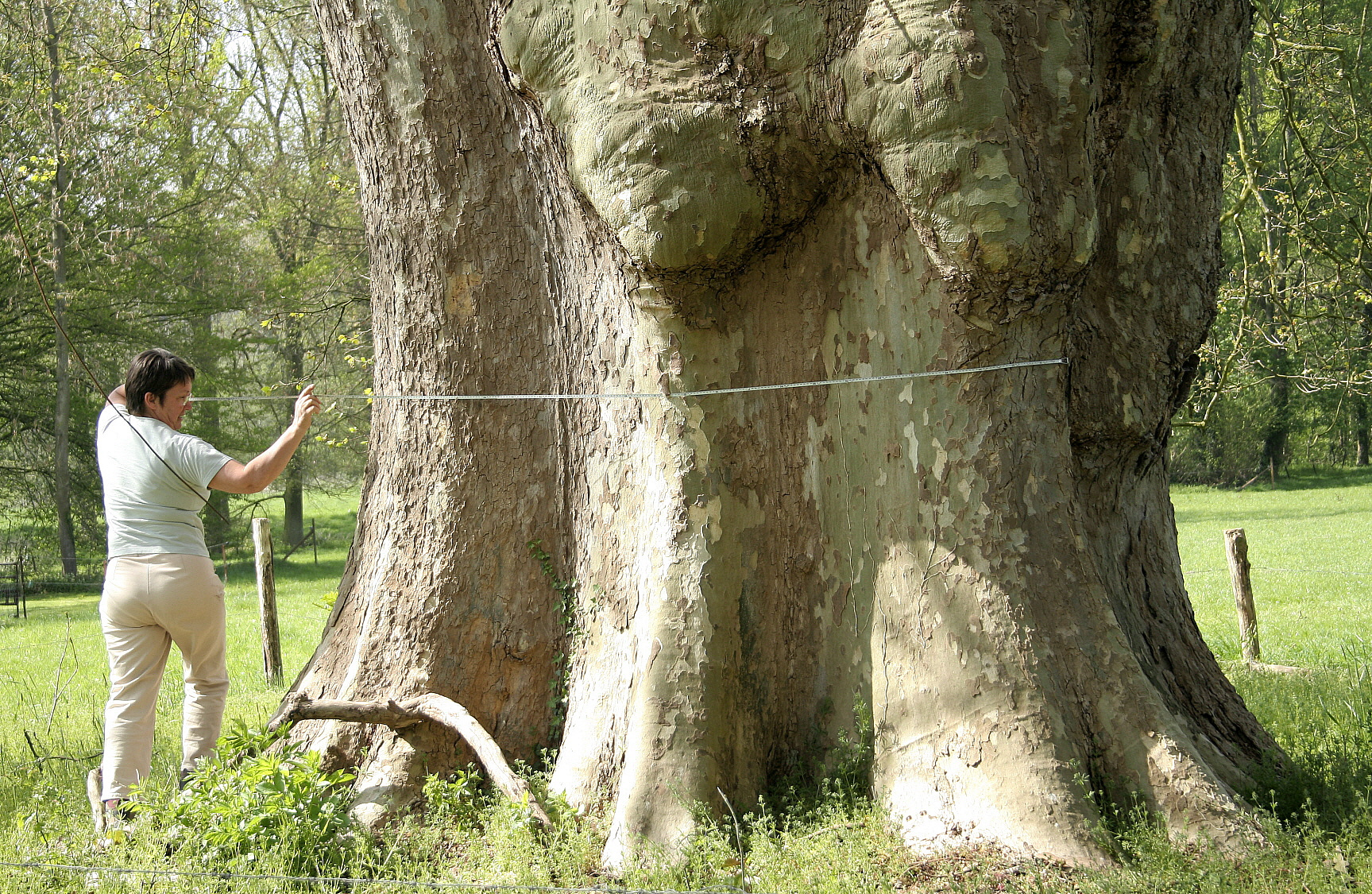
Một gốc cổ thụ
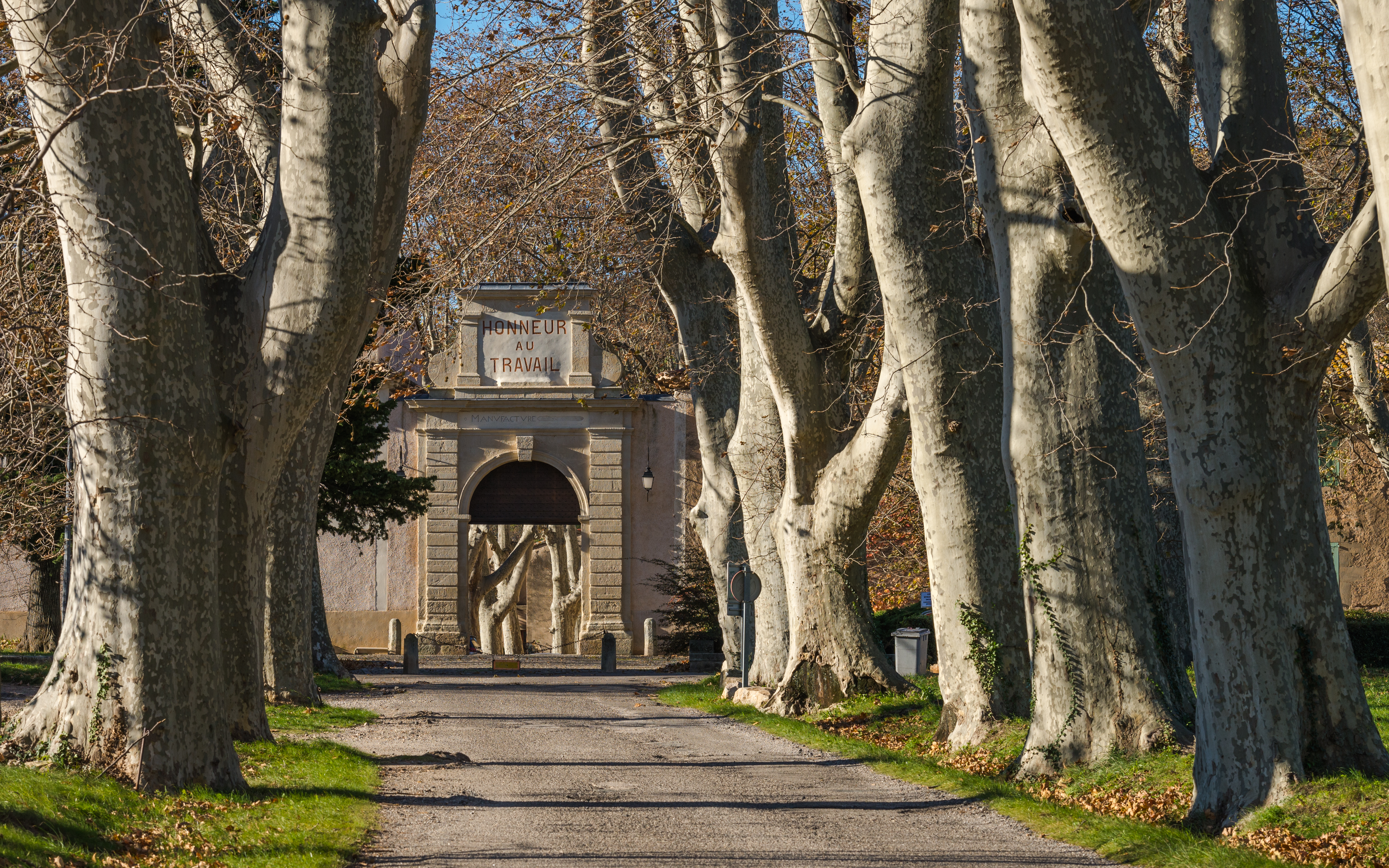
Hàng cây huyền linh và cổng vào một nhà máy cổ (xây dựng năm 1667) tại Villeneuvette, Hérault, Languedoc-Roussillon, miền nam Pháp